# Reichsstraße 376
Die Reichsstraße 376 (R 376) war bis 1945 eine Reichsstraße des Deutschen Reichs, die vollständig auf 1939 annektiertem, bis dahin tschechoslowakischem Gebiet (Protektorat Böhmen und Mähren) verlief. Die Straße begann in Slavkov u Brna (Austerlitz), wo sie wohl von der damaligen Reichsstraße 375 abzweigte (die wahrscheinlich nach Hodonín (Göding) zur damaligen Reichsstraße 373 führte), und verlief in östlicher Richtung auf der Trasse der heutigen Silnice I/50 (Europastraße 50) über Bučovice (Butschowitz) und Uherské Hradiště (Ungarisch Hradisch), wo die damalige Reichsstraße 374 gekreuzt wurde, und weiter über Uherský Brod (Ungarisch Brod) zur Grenze der Slowakei vor der Stadt Trenčín (Trentschin).
Ihre Gesamtlänge betrug rund 90 Kilometer.